# Sipyloidea ceylonica
Sipyloidea ceylonica är en insektsart som först beskrevs av Henri Saussure 1868.  Sipyloidea ceylonica ingår i släktet Sipyloidea och familjen Diapheromeridae. Inga underarter finns listade i Catalogue of Life.